# Anastasis

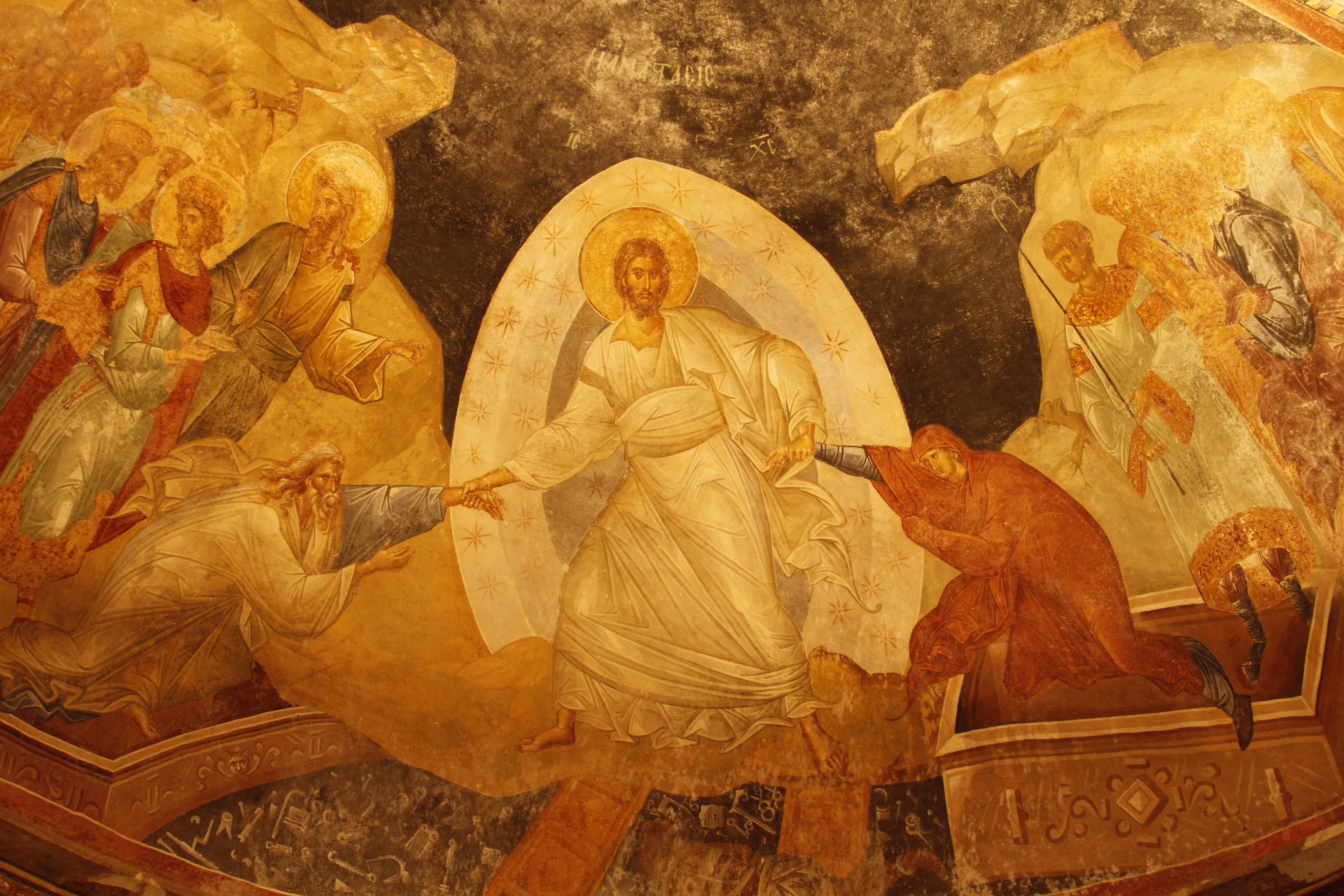
Anástasis de San Salvador de Cora, Constantinopla (1305-1320).

Anástasis (αναστασις) es la transliteración de la palabra griega para Resurrección de Cristo.

## Religión
En un significado más restringido, se refiere al descenso de Cristo a los infiernos, o al Limbo de los Patriarcas, con el fin de permitir su entrada en el cielo. Este episodio se describe ampliamente en el Evangelio Apócrifo de Nicodemo y, de manera mucho más breve, en el Nuevo Testamento (Mateo 27:52-53). Ha sido un tema muy común en la iconografía bizantina del periodo ortodoxo post-iconoclasta. 
En la liturgia cristiana a menudo se ha usado esta palabra, consagrándose incluso iglesias a la Anástasis, siendo la más famosa la de Constantinopla.
Su similitud con el nombre de Anastasia ha dado lugar a que se ponga en duda la veracidad de la existencia de Anastasia de Sirmio, que algunos pensaron que sería la personificación de la Resurrección de Cristo.

## Arquitectura

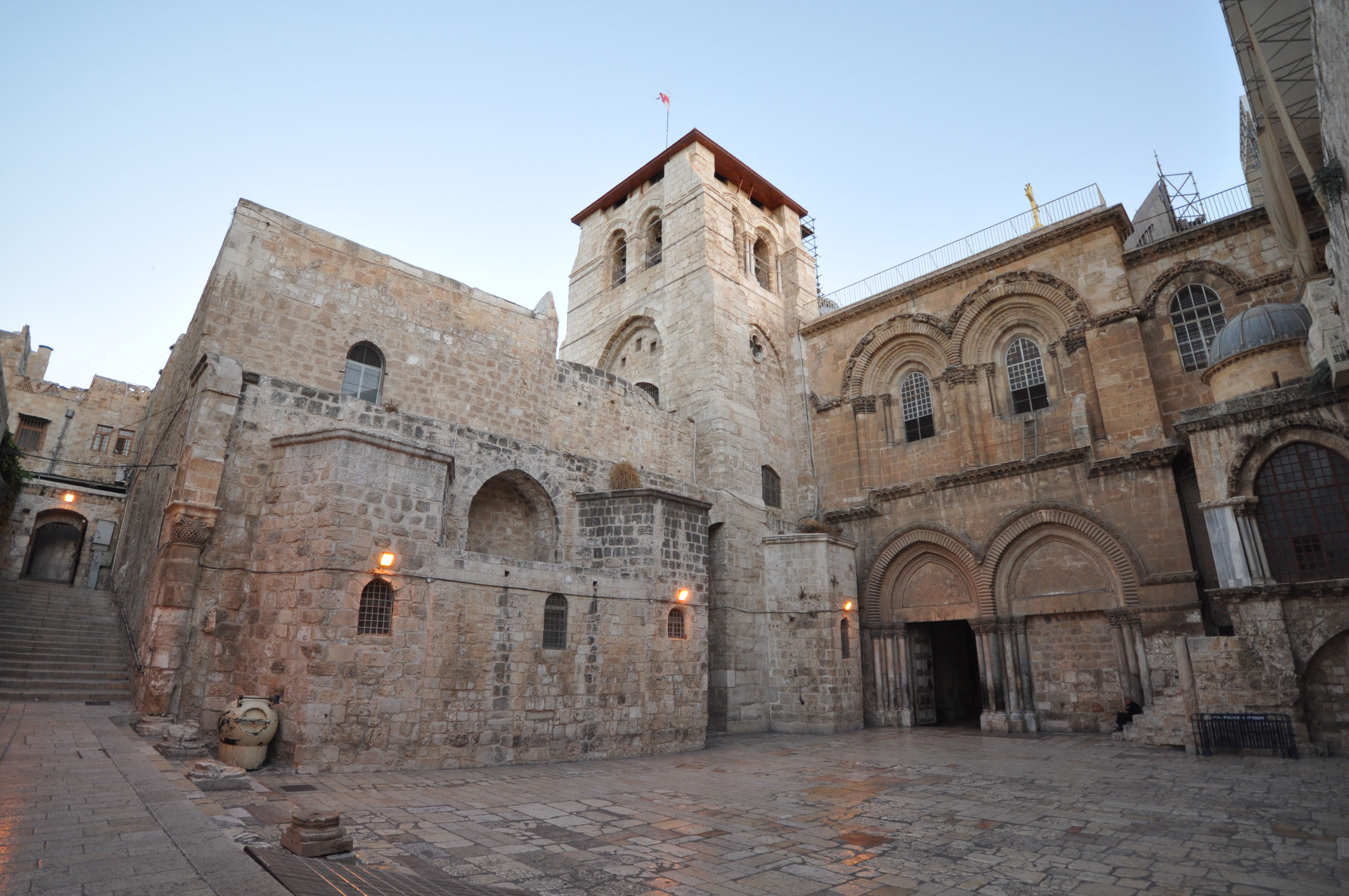
Iglesia del Santo Sepulcro de Jerusalén

En arquitectura, se denomina anástasis a la zona de una iglesia dedicada a la resurrección de Cristo o donde se representa dicha imagen. Se da sobre todo en las iglesias bizantinas, algunos de cuyos ejemplos más paradigmáticos son las iglesias de San Salvador de Cora, de Santa María de la Asunción de Torcello y, especialmente, del Santo Sepulcro de Jerusalén —conocida también como basílica de la Anástasis—, donde se considera zona de la anástasis todo el espacio que rodea la tumba de Cristo.